# Céline Dion en concert
A Céline Dion en concert Céline Dion kanadai énekesnő tizenegyedik, francia nyelvű albuma, mely 1985 decemberében jelent meg Québecben (Kanada). Ez az énekesnő első koncertalbuma.

## Háttér
A Céline Dion en concert dalait 1985. május 31-én vették fel egy telt házas montreali koncerten, mely a C’est pour toi tournée koncertkörút egyik állomása volt. A turné során 25 québeci városban 36 koncertet adott az énekesnő, melyeken három angol nyelvű dalt is elénekelt (Joe Cocker, Jennifer Warnes: Up Where We Belong, Judy Garland: Over the Rainbow, Irene Cara: Flashdance... What a Feeling). A lemez 50 000 példányban fogyott el.
1996-1997-ben a Falling into You Tour koncertturné során Céline visszaemlékezett, hogyan is énekelte a What a Feeling című dalt ezen a koncerten, még 18 évesen, ez szerepel is a Live in Memphis című videókazettán.
2003-ban az énekesnő az album Quand on s’aime című dalát duettben énekelte René Simarddal, ami az énekes Hier...encore című lemezén jelent meg.

## Az album dalai
| #   | Cím | Szerző(k)                                        | Hossz |
| --- | --- | ------------------------------------------------ | ----- |
| 1.  | Ouverture (la première fois)                                                                                            | Eddy Marnay, Paul Baillargeon                    | 4:21  |
| 2.  | Mon ami m’a quittée | Marnay, Christian Loigerot, Thierry Geoffroy     | 3:12  |
| 3.  | Bozo/Le p’tit bonheur/Moi, mes souliers/Attends-moi "ti-gras"/Le train du nord                                          | Félix Leclerc                                    | 5:20  |
| 4.  | Up Where We Belong (Paul Baillargeonnal)                                                                                | Will Jennings, Jack Nitzsche, Buffy Sainte-Marie | 3:00  |
| 5.  | Tellement j’ai d’amour pour toi                                                                                         | Marnay, Hubert Giraud                            | 2:55  |
| 6.  | D’amour ou d’amitié | Marnay, Roland Vincent, Jean Pierre Lang         | 3:43  |
| 7.  | Over the Rainbow | Harold Arlen, Edgar Yipsel Harburg               | 3:27  |
| 8.  | Quand on s’aime/Brule pas tes doights/La valse du lilas/Quand ça balance/Les moulins de mon cœur" (Paul Baillargeonnal) | Marnay, Michel Legrand                           | 6:12  |
| 9.  | Carmen "L’amour est enfant de bohême"                                                                                   | Georges Bizet                                    | 3:45  |
| 10. | Flashdance... What a Feeling                                                                                            | Keith Forsey, Irene Cara, Giorgio Moroder        | 4:11  |
| 11. | Une colombe | Baillargeon, Marcel Lefebvre                     | 3:25  |
| 12. | Les chemins de ma maison                                                                                                | Marnay, Patrick Lemaitre, Alain Bernard          | 4:04  |
| 13. | Finale (la première fois)                                                                                               | Marnay, Baillargeon                              | 2:16  |

## Megjelenések
| Terület | Megjelenés     | Kiadó | Formátum        | Katalógusszám |
| ------- | -------------- | ----- | --------------- | ------------- |
| Kanada  | 1985. december | TBS   | Hanglemez       | TBS 504       |
| Kanada  | 1985. december | TBS   | Compact kazetta | TBS 4504      |

## Fordítás
Ez a szócikk részben vagy egészben  a   Céline Dion en concert című angol Wikipédia-szócikk ezen változatának fordításán alapul.  Az eredeti cikk szerkesztőit annak laptörténete sorolja fel. Ez a jelzés csupán a megfogalmazás eredetét és a szerzői jogokat jelzi, nem szolgál a cikkben szereplő információk forrásmegjelöléseként.